# Arizona Cactus Garden
El Jardín de Cactus de Arizona (en inglés: Arizona Cactus Garden también conocido como Stanford Cactus Garden), es un jardín botánico de 30,000 pies cuadrados (2,800 m²) de extensión, especializado en cactus y suculentas en el campus de la Universidad Stanford (en el interior del Stanford University Arboretum) en Stanford, California, Estados Unidos.

## Localización
Stanford Cactus Garden, Stanford University campus, Stanford, Santa Clara county, California CA 94305 United States of America-Estados Unidos de América.
Planos y vistas satelitales.37°26′9.31″N 122°10′16.03″O / 37.4359194, -122.1711194
La entrada es gratuita.

## Historia
El primer jardín fue plantado entre 1880 y 1883 por Jane y Leland Stanford según un diseño del arquitecto de paisaje Rudolph Ulrich. Fue planeado para estar adyacente a su nueva residencia, y la parte más grande de los jardines para la finca de Stanford. Sin embargo, el hogar nunca fue construido. El jardín fue mantenido regularmente hasta la década de 1920, después de lo cual quedó abandonado.
La restauración del jardín comenzó en el año 1997 gracias al esfuerzo de un grupo de voluntarios, y aún está en curso. A pesar de décadas de negligencia, algunas de las plantas originales permanecen. 

## Colecciones

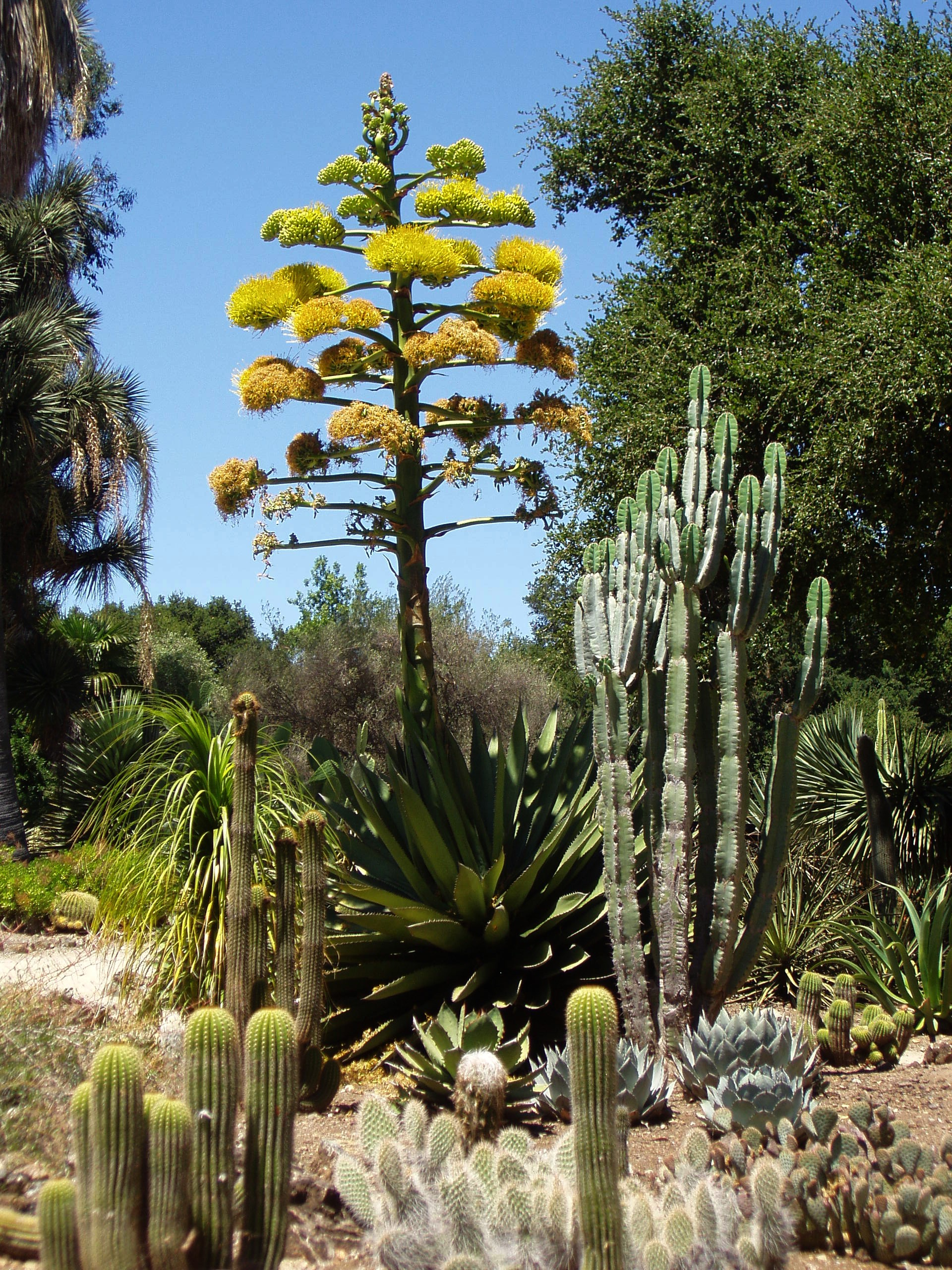
Un rincón del Arizona Cactus Garden.

El jardín actualmente contiene aproximadamente 500 cactus y suculentas en 58 lechos, divididas ampliamente en dos secciones importantes. 
- Hemisferio Oriental la sección se plantas con áloes, plantas del jade y otras suculentas de Europa, Asia, y África,
- hemisferio Occidental esta sección alberga los cactos nativos de las Américas. Las plantas históricas, abarcando de 10 al 15% de las plantaciones, se han trasladado de sus localizaciones originales. Durante el mes de agosto de 2009, las plantas aún no estaban etiquetadas.